# Liste der Biografien/Vaz
Liste der Biografien |
Portal Biografien |
Personensuche
# |
A |
B |
C |
D |
E |
F |
G |
H |
I |
J |
K |
L |
M |
N |
O |
P |
Q |
R |
S |
T |
U |
V |
W |
X |
Y |
Z |
?
 
Va |
Ve |
Vh |
Vi |
Vj |
Vl |
Vn |
Vo |
Vr |
Vs |
Vt |
Vu |
Vy
 
Vaa |
Vab |
Vac |
Vad |
Vae |
Vaf |
Vag |
Vah |
Vai |
Vaj |
Vak |
Val |
Vam |
Van |
Vap |
Vaq |
Var |
Vas |
Vat |
Vau |
Vav |
Vaw |
Vax |
Vay |
Vaz
Die Liste der Biografien führt alle Personen auf, die in der deutschsprachigen Wikipedia einen Artikel haben. Dieses ist eine Teilliste mit 121 Einträgen von Personen, deren Namen mit den Buchstaben „Vaz“ beginnt.

## Vaz
- Vaz Carvalho, Marisa (* 1999), portugiesische Leichtathletin
- Vaz de Carvalho, Maria Amália (1847–1921), portugiesische Schriftstellerin
- Vaz Dias, Selma (1911–1977), niederländisch-britische Schauspielerin in Theater, Film und Fernsehen
- Vaz e Silva, Beatriz (* 1985), brasilianische Fußballspielerin
- Vaz Ferreira, Carlos (1872–1958), uruguayischer Philosoph, Rechtsanwalt und Schriftsteller
- Vaz Ferreira, María Eugenia (1875–1924), uruguayische Dichterin, Dramatikerin und Literaturprofessorin
- Vaz Tê, Ricardo (* 1986), portugiesischer Fußballspieler
- Vaz, Andy (* 1976), Techno- und Houseproduzent, DJ und Labelbetreiber
- Vaz, Daryl (* 1963), jamaikanischer Politiker (JLP)
- Vaz, Jhonatan (* 1987), uruguayischer Fußballspieler
- Vaz, José Mário (* 1957), guinea-bissauischer Politiker
- Vaz, Joseph (1651–1711), indischer Ordenspriester, Missionar in Indien und Sri Lanka, Seliger
- Vaz, Keith (* 1956), britischer Politiker
- Vaz, Maria Fátima, osttimoresische Politikerin
- Vaz, Pedro (1963–2012), uruguayischer Politiker und Diplomat
- Vaz, Robinio (* 2007), französisch-guinea-bissauischer Fußballspieler
- Vaz, Sérgio (* 1964), brasilianischer Dichter
- Vaz, Walter (* 1990), französischer Fußballspieler
- Vaz, Zinha (* 1952), guinea-bissauische Frauenaktivistin und Politikerin
- Vaz-Ferreira, Raúl (1918–2006), uruguayischer Zoologe und Hochschullehrer

### Vazb
- Vazbys, Artūras (* 1971), litauischer Politiker und Diplomat

### Vazh
- Vazhapilly, Thomas (* 1940), indischer Geistlicher, emeritierter römisch-katholischer Bischof von Mysore

### Vazi
- Vazirani, Umesh, indisch-US-amerikanischer Informatiker
- Vazirani, Vijay (* 1957), indisch-US-amerikanischer Informatiker
- Vazire, Simine (* 1980), französische Psychologin
- Vaziri, Ali-Naghi (1887–1979), iranischer Musiker, Musikwissenschaftler und Komponist
- Vaziri, Leila (* 1985), US-amerikanische Schwimmerin
- Vaziri, Nāser Houshmand (1946–2019), iranischer Bildhauer
- Vaziri, Qamar-al-Moluk († 1959), iranische Mezzosopranistin
- Vaziri, René (* 1986), Schweizer Schauspieler
- Vəzirov, Firudin bəy (1850–1925), Generalmajor der Kaiserlich Russischen Armee und ein Staatsmann der Demokratischen Republik Aserbaidschan
- Vəzirov, Nəcəf bəy (1854–1926), aserbaidschanischer Schriftsteller, Dramatiker, Publizist und Theatermann

### Vazn
- Vazniokas, Paulius (* 1978), litauischer Manager
- Vaznonis, Vytautas (* 1986), litauischer Schachspieler
- Vážny, Ľubomír (* 1957), slowakischer Politiker

### Vazq
- Vázquez Ayala, Arturo (* 1949), mexikanischer Fußballspieler
- Vázquez de Ayllón, Lucas († 1526), spanischer Konquistador und Entdecker
- Vázquez de Menchaca, Fernando (1512–1569), spanischer Jurist und Humanist
- Vázquez de Tapia, Bernardino, spanischer Konquistador und Teilnehmer an der Eroberung des Aztekenreiches
- Vázquez del Mercado, Enrique (1950–2011), mexikanischer Fußballtorhüter
- Vázquez Díaz, José (1913–1998), spanischer Ordensgeistlicher und römisch-katholischer Bischof von Bom Jesus do Gurguéia
- Vázquez Garced, Wanda (* 1960), puerto-ricanische Juristin und Politikerin
- Vázquez Gurrola, Alberto (* 1940), mexikanischer Schauspieler und Sänger
- Vázquez Hernández, Ángel (* 1968), spanischer Politiker und Vorsitzender der Partido Pirata
- Vázquez Lázara, Adrián (* 1982), spanischer Politiker, MdEP für Bürger (Ciudadanos)
- Vázquez Martínez, Jesús (* 1965), spanischer Fernsehmoderator
- Vázquez Montalbán, Manuel (1939–2003), spanischer (Kriminal-)Schriftsteller, Essayist und JournalistManuel Vázquez Montalbán (1939–2003)

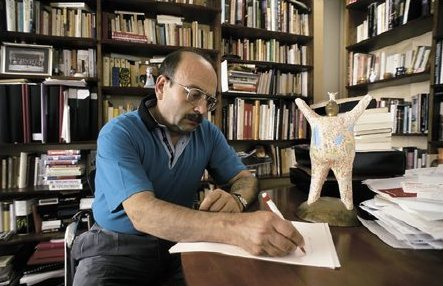
Manuel Vázquez Montalbán (1939–2003)

- Vázquez Mota, Josefina (* 1961), mexikanische Politikerin (PAN)
- Vázquez Muñoz, Antonio Jesús (* 1980), spanischer Fußballspieler
- Vázquez Raña, Olegario (1935–2025), mexikanischer Sportschütze
- Vázquez Schiaffino, José (1881–1958), mexikanischer Botschafter
- Vázquez Treserra, Francisco (* 1891), mexikanischer Botschafter
- Vázquez Viaña, Jorge (* 1939), bolivianischer Guerillero mit Che Guevara
- Vázquez Villalobos, Pedro (* 1950), mexikanischer Geistlicher und römisch-katholischer Erzbischof von Antequera
- Vázquez Villegas, Ángel († 1998), mexikanischer Fußballspieler
- Vázquez, Álvaro (* 1991), spanischer Fußballspieler
- Vázquez, Ana Paula (* 2000), mexikanische Bogenschützin
- Vázquez, Anette (* 2002), mexikanische Fußballspielerin
- Vázquez, Antonio (* 1961), spanischer Bogenschütze
- Vázquez, Aranza (* 2002), mexikanische Wasserspringerin
- Vázquez, Berta (* 1992), spanische Schauspielerin
- Vázquez, Brandon (* 1998), US-amerikanisch-mexikanischer Fußballspieler
- Vázquez, Candela (* 2008), argentinische Tennisspielerin
- Vázquez, Carlos Alberto (1934–2020), argentinischer Radrennfahrer
- Vázquez, Erika (* 1983), spanische Fußballspielerin
- Vázquez, Excequiel (* 1991), uruguayischer Fußballspieler
- Vázquez, Fernando (* 1954), spanischer Fußballtrainer und Ex-Spieler
- Vázquez, Fran (* 1983), spanischer Basketballspieler
- Vázquez, Francisco (* 1952), mexikanischer Radrennfahrer
- Vázquez, Franco (* 1989), italienischer Fußballspieler
- Vázquez, Frankie (* 1958), puerto-ricanischer Perkussionist und Sänger
- Vázquez, Guillermo (* 1967), mexikanischer Fußballspieler und -trainer
- Vázquez, Guillermo (* 1997), paraguayischer Schachspieler
- Vázquez, Gustavo, kubanischer Radrennfahrer
- Vázquez, Ignacio (* 1971), mexikanischer Fußballspieler
- Vázquez, Israel (1977–2024), mexikanischer Boxer
- Vázquez, Javier (* 1976), puerto-ricanischer Baseballspieler
- Vázquez, Jorge (* 1950), argentinischer römisch-katholischer Geistlicher, Bischof von Morón
- Vázquez, José Demaría (1900–1975), spanischer Fotograf sowie Film- und Theaterunternehmer
- Vázquez, José Juan (* 1988), mexikanischer Fußballspieler
- Vázquez, Juan (* 2002), kubanischer Leichtathlet
- Vázquez, Juan Carlos, mexikanischer Fußballspieler
- Vázquez, Juan Luis (* 1946), spanischer Mathematiker
- Vázquez, Juan Manuel (* 1988), argentinischer Handballspieler
- Vázquez, Kevin (* 1993), spanischer Fußballspieler
- Vázquez, Lorenzo, peruanischer Fußballspieler
- Vázquez, Lorenzo, spanischer Architekt
- Vázquez, Lucas (* 1991), spanischer FußballspielerLucas Vázquez (* 1991)

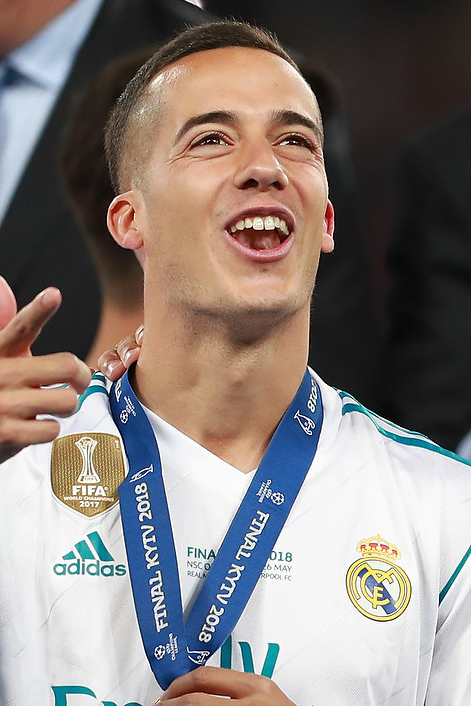
Lucas Vázquez (* 1991)

- Vázquez, Luciano (* 1985), argentinischer Fußballspieler
- Vázquez, Luis (1926–2007), mexikanischer Fußballspieler
- Vázquez, Manuel (* 1981), spanischer Radrennfahrer
- Vázquez, Mariel, mexikanische mathematische Biologin
- Vázquez, Martín (* 1969), uruguayischer Fußballschiedsrichter
- Vázquez, Máximo (1932–2013), mexikanischer Fußballspieler
- Vázquez, Micaela (* 1986), argentinische Schauspielerin und Sängerin
- Vázquez, Miguel (* 1987), mexikanischer Boxer
- Vázquez, Nelly (* 1937), argentinische Tangosängerin
- Vázquez, Óscar (* 1990), spanischer Eishockeyspieler
- Vázquez, Paola (* 1998), puerto-ricanische Leichtathletin
- Vázquez, Papo (* 1958), amerikanischer Musiker (Posaune, Arrangement, Komposition) des Latin Jazz
- Vázquez, Raúl Marcelo (* 1948), kubanischer Radrennfahrer
- Vázquez, Ricardo (* 1932), uruguayischer Radrennfahrer
- Vázquez, Ricardo Michel (* 1990), mexikanischer Fußballspieler
- Vazquez, Roland (* 1951), US-amerikanischer Schlagzeuger des Latin Jazz
- Vazquez, Rubiel (* 1990), US-amerikanischer Fußballschiedsrichter
- Vázquez, Santiago (1787–1847), uruguayischer Politiker
- Vázquez, Sebastián (* 1980), uruguayischer Fußballspieler
- Vázquez, Sergio Fabián (* 1965), argentinischer Fußballspieler
- Vázquez, Sergio Marcelo (* 1972), uruguayischer Fußballspieler
- Vázquez, Tabaré (1940–2020), uruguayischer Politiker
- Vázquez, Víctor (* 1987), spanischer Fußballspieler
- Vázquez, Victorino (1918–1989), mexikanischer Fußballspieler
- Vázquez, Wesley (* 1994), puerto-ricanischer Mittelstreckenläufer
- Vázquez, Wilfredo (* 1960), puerto-ricanischer Boxer im Feder-, Bantam- und Superbantamgewicht
- Vázquez, Wilfredo junior (* 1984), puerto-ricanischer Boxer im Superbantamgewicht
- Vázquez, Yago (* 1984), spanischer Jazzmusiker
- Vazquez, Yul (* 1965), kubanisch-amerikanischer SchauspielerYul Vazquez (* 1965)

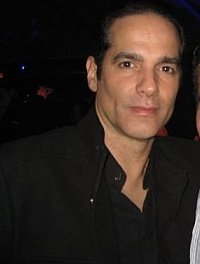
Yul Vazquez (* 1965)

- Vazquez, Zachary (* 1981), US-amerikanischer Schauspieler und Model
- Vázquez-Figueroa, Alberto (* 1936), spanischer Schriftsteller

### Vazs
- Vázsonyi, Vilmos (1868–1926), ungarischer Politiker, Jurist und Minister

### Vazu
- Vazul, ungarischer Fürst